# Psicologia de la llengua
La psicologia de la llengua o psicolingüística és la disciplina que estudia la representació mental dels conceptes lingüístics i els mecanismes de la cognició necessaris per a usar la llengua. Analitza com la ment és capaç d'entendre missatges i de generar-ne de nous de manera infinita. L'estudi es fa amb qüestionaris i tasques que ha de fer l'individu a partir d'estímuls lingüístics controlats.
Alguns centres d'interès de la psicolingüística són:
- estructura mental del lèxic i de les regles de formació d'oracions
- adquisició del llenguatge, especialment en infants
- relació entre llenguatge i pensament
- concepcions socials i individuals sobre el llenguatge i les llengües

## Conceptes teòrics
Des del punt de vista psicològic, el llenguatge és un potencial instrument d'estructuració i desenvolupament del funcionament intel·lectual. Sovint, exerceix una funció reguladora de relació amb el medi mitjançant la comunicació, en què influeixen variables d'ordre social i educatiu. N'és un exemple clar el d'un nen petit, que a mesura que va desenvolupant el llenguatge, també regula la seva conducta convertint-la cada cop en més hipoactiva. Quant a la definició de llenguatge com un sistema de signes susceptibles de servir en la comunicació, en podem extreure:
- Que podem parlar de diferents llenguatges, perquè el llenguatge humà forma part d'un ampli conjunt de conductes simbòliques.
- Que el signe es pot manifestar de diverses formes en l'expressió humana, i així parlem de llenguatge verbal, llenguatge no verbal, etc.

També es parla de llenguatge a partir de les diverses seqüències sonores que la diversitat de llengües naturals provoquen. En aquest sentit, s'ha de tenir en compte la freqüent confusió entre habilitats lingüístiques i habilitats comunicatives, per la gran potència per a comunicar que l'instrument lingüístic té. Ara bé, no hi ha dubte en la creença d'un llenguatge específic de l'ésser humà. El llenguatge articulat humà (parlat o verbal) té una organització referencial i una capacitat de creació d'enunciats intrínsecament no limitada, per la qual cosa va més enllà d'una simple expansió d'altres sistemes. És un sistema autònom i únic de l'ésser humà.

### Llenguatge i comunicació
L'estudi de la psicologia del llenguatge vers la comunicació ha girat en tres aspectes cabdals: 
- Hi ha certs usos del llenguatge que no tenen una finalitat comunicativa.
- Hi ha una comunicació que moltes vegades no és lingüística.
- Les regles subjacents a la llengua i a la comunicació no són les mateixes.

Alguns autors ressalten que la competència lingüística no és suficient per aconseguir una comunicació eficaç. El problema de comunicar-se seria extramadament senzill si es tractés només d'establir un codi en què cada referència anés lligada a un sol referent, però això no succeeix, ja que el codi lingüístic usat és d'una gran complexitat.

## Adquisició del llenguatge

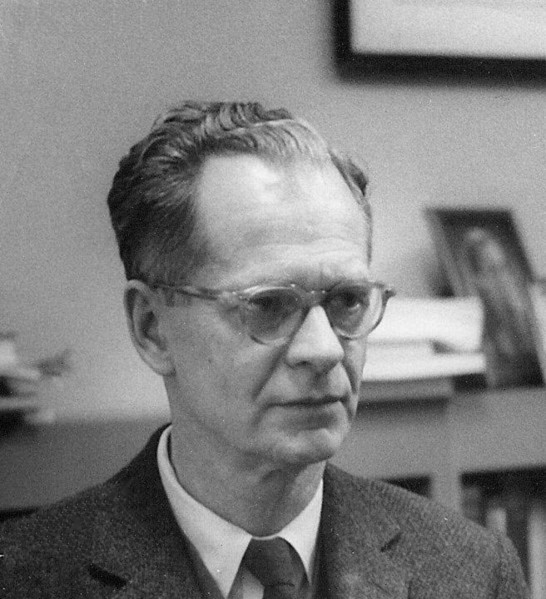
B. F. Skinner fotografiat al 1950

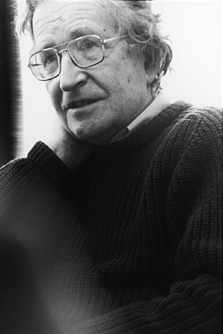
Noam Chomsky, defensor de les teories innatistes

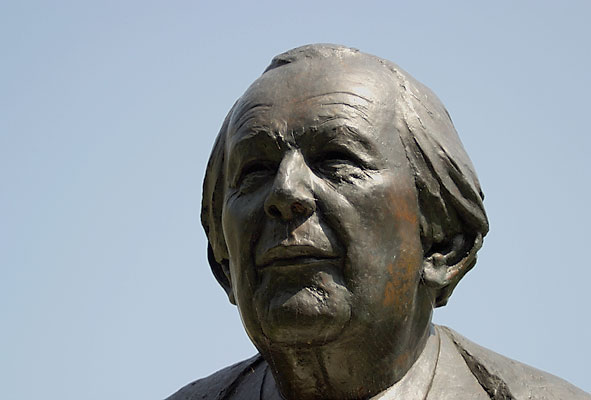
Escultura de Jean Piaget, a Ginebra

### Empiristes
La idea bàsica de la teoria empirista o conductista, formulada l'any 1957 pel psicòleg estatunidenc Burrhus Frederic Skinner, és que el llenguatge està sotmès a les mateixes lleis del comportament general, és a dir, que el seu estudi es fa com qualsevol altre comportament, prenent com a mesura el cicle estímul/resposta i qualsevol interpretació s'haurà de fer sobre els fets observables, cosa que s'aconsegueix amb un fort reduccionisme i amb relació a l'aprenentatge. D'alguna manera, Skinner tan sols aplica el seu paradigma del condicionament instrumental al llenguatge i per tant, l'aprenentatge necessita la presència d'un intermediari. Se centra en l'adquisició del llenguatge com un coneixement objectivable ara i aquí.

### Innatistes
La teoria innatista, formulada pel lingüista estatunidenc Noam Chomsky, explica que els conductistes estan equivocats, perquè obliden l'aspecte essencial del llenguatge, que és la creativitat. Aquest planteja la idea d'un mecanisme d'adquisició del llenguatge que anomena LAD (language acquisition device), el qual donarà al nen la capacitat d'adquirir la llengua. Dispositiu innat i específic de l'ésser humà. Tracta de trobar les lleis d'adquisició i ús comunes a totes les llengües del món. És la idea dels universals lingüístics, lligada a la idea d'innatisme.
Actualment, aquesta polèmica té un interès purament històric. Les llengües parlades pot ser que tinguin lleis universals, però és evident la gran diversitat d'expressions lingüístiques i un cert comportament diferenciat en cadascun dels grups que parlen una llengua determinada.

## Desenvolupament
El llenguatge depèn del desenvolupament cognoscitiu pel que fa a l'ús i a la funció. Superats els primers estadis de l'adquisició, la comprensió i l'expressió del llenguatge obliguen a exercitar certes capacitats cognitives. Amb el llenguatge, s'inicien les activitats simbòliques (als 10 mesos aproximadament, tot i que és difícil de determinar). Les primeres produccions són produccions verbals limitades per l'aparell fonatori i solen ser combinacions en què intervenen consonants labials i dentals.
A més dels aspectes fonètics, és important la significació que el nen dona a aquestes produccions (condició bàsica per a poder parlar de signe). Pot no ser la mateixa que en l'adult, perquè en tenir el nen un vocabulari reduït fa servir una mateixa paraula per a expressar diverses coses. A partir dels 2 anys, el creixement del llenguatge és espectacular (tal com descriuen els treballs del psicòleg suís Jean Piaget). No tots els termes lingüístics tenen associat el mateix grau de cognició. Els termes díctics (dixi) són indicadors lingüístics lligats a una referència. El psicòleg estatunidenc Jerome Bruner en veu l'origen en les situacions d'atenció conjunta de mare i fill. És clar que el nen passa d'una dixi molt elemental, purament situacional, a una dixi més complexa en la qual es té en compte la presència de l'interlocutor i el discurs precedent. És en aquest moment que la dixi es converteix en anàfora (marca lingüística que fa referència a un antecedent del mateix discurs). Per arribar a la comparació amb el llenguatge adult, caldrà esperar fins als 8-10 anys. Cap als 10 anys, el nen comença a usar metàfores i és quan entén bona part de les metàfores de la comunicació adulta.

## Llenguatge i activitat cognoscitiva
El llenguatge té un paper decisiu en el desenvolupament general, però alhora depèn d'aquest per al seu propi desenvolupament. És l'instrument de més pes per a desenvolupar la cognició però no l'únic, i el que ens fa més específics dins el regne animal. És un dels diversos mitjans que possibiliten la representació (actualització d'una experiència anterior). Bruner marca tres nivells de processos de representació:
- Representació per l'acció: és la forma d'expressió del nen al començament, a força de manipulacions i accions, per la manca de paraules per a expressar-se. No ha entrat encara dins de cap nivell de simbolisme.
- Autèntica representació: permet alliberar-se de les accions per activar una representació icònica (ús d'imatges mentals, esquemes o dibuixos).
- Representació simbòlica: aflora un llenguatge evolucionat i altres fomes simbòliques, com ara el llenguatge matemàtic.

És un instrument plurifuncional que permet a l'infant aprendre i desenvolupar-se intel·lectualment. Els nivells esmentats no són una seqüència de substitucions, s'accedeix a cadascun d'aquests sense abandonar els anteriors. El psicòleg suís Jean Piaget descriu el desenvolupament cognitiu mitjà d'estadis o unitats de desenvolupament:
- Intel·ligència sensoriomotora: organització de l'acció. De 18 fins a 24 mesos. Apareix la funció simbòlica (reflexos i combinació de capacitats sensoriomotrius.
- Període preoperacional: fins als 7 anys i caracteritzat pel pensament intuïtiu. Capacitat de descentració (animisme, joc simbòlic, etc.).
- Període d'operacions concretes: va dels 7 als 11 anys (ús dels símbols de manera lògica: conservació de líquids).
- Raonament abstracte: va dels 11 als 15 anys (ús del pensament, raonament hipoteticodeductiu).

Piaget el supedita al desenvolupament cognoscitiu. És considerat com una condició necessària però no suficient per a explicar la intel·ligència.

## Pensament i llenguatge
El pensament és una estructura general del psiquisme humà. Consisteix a enllaçar percepcions, evocacions i afectes, i encaminar-los a una finalitat determinada no marcada per una necessitat biològica ni per la immediatesa temporal. La comunicació humana o animal és la transmissió d'informació en el si d'un grup. Aquesta necessita un vehicle, que en l'ésser humà és el llenguatge, que consisteix en la capacitat d'expressar una idea amb símbols representatius de l'estímul, no imposats biològicament sinó apresos i que transcendeixen la mera utilitat biològica. El llenguatge, entès com la capacitat per a simbolitzar sense subjeccions temporals, va possibilitar una comunicació més elaborada i complexa i l'aparició del pensament.
L'ésser humà viu en una societat i, a mesura que es va fent gran, se li exigeix un comportament determinat fins que arriba a ser un membre actiu del grup; per arribar-hi, li ha calgut un desenvolupament de les seves habilitats.
Existeixen dues vies d'investigació:
- Perspectiva comparativista: s'atribueix a l'ésser humà i a la seva capacitat per a utilitzar símbols una superioritat sobre la resta d'animals.
- Perspectiva genètica: es destaca la superioritat de l'infant que ha adquirit la parla sobre aquell que va pel camí de l'adquisició de l'instrument verbal.

## Cultura i llenguatge
Una idea acceptada comunament és que la gent parla segons la formació que ha tingut i l'ambient en què viu. És la societat la que determina la llengua. La cultura pot explicar l'ús de les habilitats lingüístiques en múltiples contexts. D'altra banda, hi ha teories que postulen el contrari, és a dir, el llenguatge no és el reflex de la societat, sinó que n'és la guia, imposa una visió del món de manera simbòlica i difereix en cada llengua (teoria coneguda amb el nom de relativisme lingüístic). Aquesta teoria fa la distinció sobre com les diferents parts del llenguatge influeixen sobre la conducta humana. Una bona part del patrimoni cultural resideix dins de les formes lingüístiques. Aquestes formes sovint representen aspectes del passat, ja que llenguatge i cultura són dues realitats separades amb una evolució diferent.
No es pot establir una causalitat directa entre llengua i cultura. La llengua constitueix un indicador de la cultura únicament pel que fa al vocabulari. Segons Sapir, la llengua es crea dins d'un grup, i és després que actua posant ordre al caos exterior. Els diferents grups socials i culturals fan categoritzacions lèxiques diferents i viuen realitats diferents.
Whorf conclou dient que és en la llengua i no en la cultura on es troben les diferències entre els humans: hi ha tantes llengües com concepcions del món. Això no vol dir que l'adquisició de diferents complexitats lingüístiques no pugui produir efectes sobre algunes formes del comportament, i per tant, sobre la cultura.
Els autors que segueixen la línia vigotskiana són especialment sensibles al fet cultural. Destaquen la importància de la cultura en l'elaboració de qualsevol procés en què intervingui la relació entre llenguatge i pensament. Els autors soviètics consideren que el llenguatge i altres instruments similars usats per l'ésser humà constitueixen un conjunt d'eines que possibiliten la transmissió de la cultura, la qual influirà sobre la persona en la consecució de nous instruments.